# واندرسوان

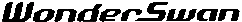
شعار نظام التشغيل اللعبة

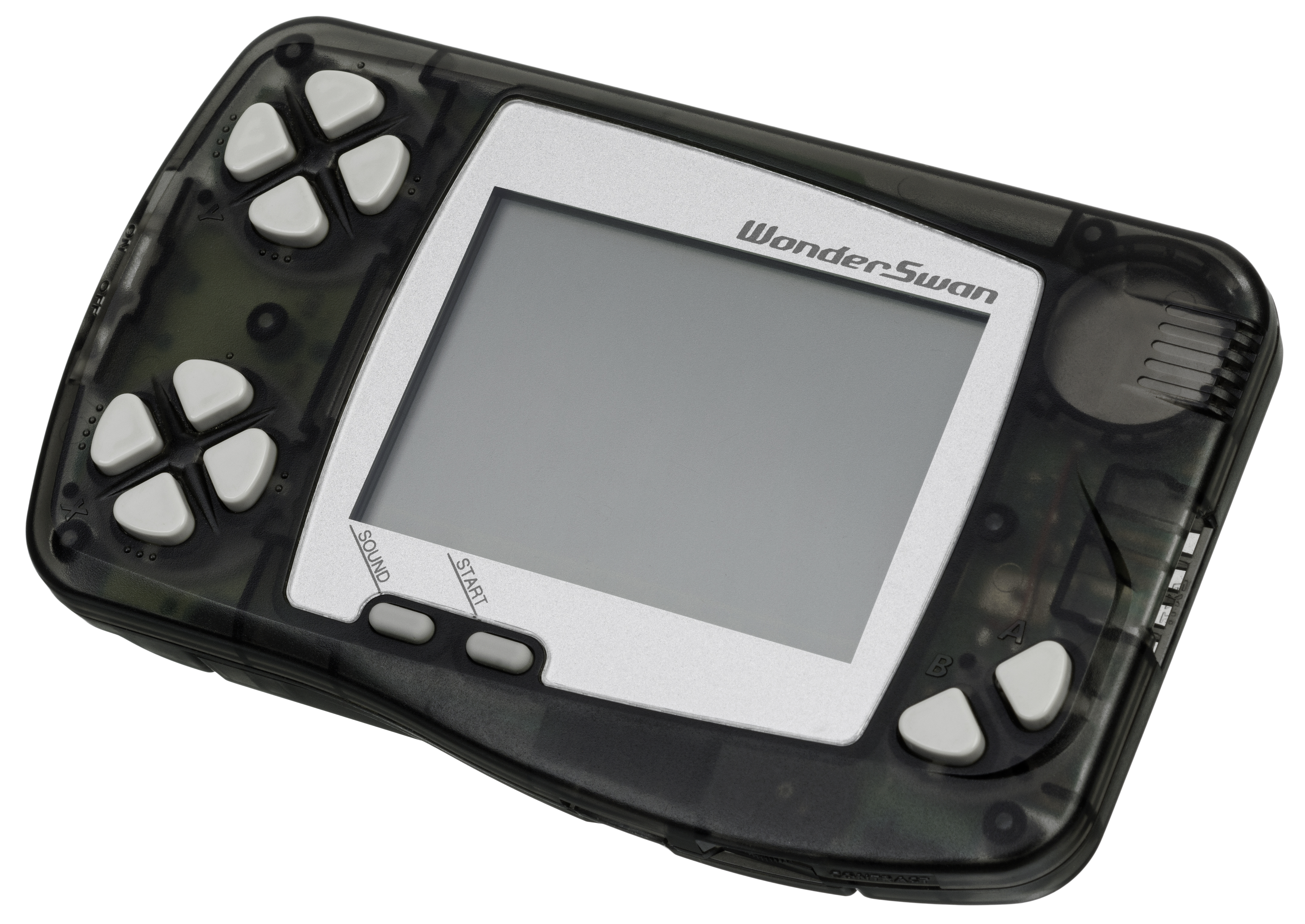
لعبة واندرسوان المحمولة

واندرسوان (بالإنجليزية: WonderSwan)‏ (باليابانية: ワンダースワン) ، هو جهاز العاب فيديو محمول من إنتاج شركة بانداي اليابانية. صدر الجهاز في الرابع من مارس عام 1999 في الاسواق اليابانية فقط مع شاشة تعمل باللونين الأبيض والأسود ولكن في عام 2000 ظهر إصدار جديد من الجهاز باسم واندرسوان كولور ذات شاشة داعمة لجميع الالوان. انتهى دعم الشركة للجهاز في عام2003م.